# Василівський (Курська область)
Василівський (рос. Васильевский) — селище в Касторенському районі Курської області Російської Федерації.
Населення становить 50 осіб. Входить до складу муніципального утворення Краснознаменська сільрада.

## Історія
Населений пункт розташований на території українського етнічного та культурного краю Східна Слобожанщина.
Від 2004 року входить до складу муніципального утворення Краснознаменська сільрада.

## Населення
| 2002 | 2010 |
| ---- | ---- |
| 99   | ↘50  |